# Vorlon Birodalom

Vorlon

A vorlonok egy idegen faj tagjai a Babylon 5 amerikai televíziós sorozat történetében. Az árnyakhoz hasonlóan ez a faj is az elsők közé sorolható, ősi civilizáció. Rendkívül fejlett technológiával bírnak és nagyon titokzatosak.

## Vorlon őshaza
Keveset tudni a Vorlon anyabolygóról. Egyetlen expedíció sem tért vissza, mert - feltehetőleg - a bolygó védelmi rendszere elpusztította a közeledő hajókat. Kosh nagykövet számára előírt légkör metán-szén-dioxid keverék. Az is látszik, hogy a nagykövet kabinjában lévő gáz nem alkalmas közvetlen emberi légzésre, a belépők maszkot viselnek. Mindenesetre kérdéses, hogy egy fizikai testtel nem rendelkező lénynek tényleg szüksége van-e ilyen atmoszférára vagy csak a nemkívánatos látogatók távoltartása végett van ez így.
Eddig összesen két embernek sikerült visszatérnie a Vorlon Birodalomból. Az egyik Lyta Alexander telepata, a másik pedig Sebastian avagy ismertebb nevén a Hasfelmetsző Jack.
Lyta a Babylon 5-ön Kosh érkezésekor bekövetkezett események után önként vándorolt a vorlon őshazához, ahol módosították, hogy segítse Kosh munkáját az űrállomáson. Az új légzőrendszere és megnövelt telepatikus képességei mellett fontos információkat is hozott a telepaták eredetével kapcsolatosan.
Sebastiant a 19. században vitték el a vorlonok, hogy bűnei jóvátétele céljából őket szolgálja. A sorozatban egyfajta inkvizítorként jelenik meg: Delenn és Sheridan kapitány hűségét, rátermettségét teszik próbára vele.

## Biológia

### Külső megjelenés
A vorlonok legtöbbször egy különleges szkafanderben láthatók; főleg ha más faj is tartózkodik a környezetükben. Ezen található egy fejrész, rajta egy "szem"-szerűség, néhány légzőnyílás; vállpántok, melyek a lelógó ruhadarabokat tartják. A fejrészt nemcsak oldalra és előre hanem függőlegesen is mozgatható. A ruha alatt feltehetőleg humanoid álkezek is találhatók (Kosh mérgezésekor kezet fog).
A szkafander valószínűleg csak a rejtőzködési, "diplomáciai"  célokat szolgál. A benne lévő lény egyfajta energiatesttel rendelkezik és minden képességének birtokában van, ha valamiért el is kell hagynia azt.

### Energiatest
A Babylon 5 sorozatban három alkalommal látható, amint egy Vorlon a védőöltözékén kívül tartózkodik.
Első két esetben, vagyis Sheridan kapitány megmentésekor, illetve a Babylon 4-en Velan társaságában angyalszerű lényeket láttak a szemlélők. A különböző fajok képviselői a saját isteneiket vagy vezetőiket vélték megtestesülni, ami a vorlonok korábbi biotechnikai beavatkozásainak köszönhető - legalábbis az árnyak elmesélései alapján. Tehát ez egy telepatikus álcázási technika, ami általában nagyon kimeríti a használóját.
A valódi energiatest akkor volt látható, amikor Ulkesh nagykövetet erőszakkal kellett eltávolítani az állomásról (4 évad 4 rész). A szkafanderből kilépő energia egy fényes de áttetsző fejlábú-formát vett fel. Két vörösen világító szeme volt és néhány sor tapogatója. A különös forma ellenére, a Vorlon továbbra is képes embereket arrébb lökni; sőt akár fizikai objektumokon is áthatol.
A sorozatban vázolt távoli jövőben az emberi faj is egy efféle szkafanderbe zárt energiatesttel rendelkezik, továbbá Jason Ireonheart telepatának is sikerült elérnie egy hasonló formát.

### Mentális képességek
A vorlonok vélhetően extrém erős telepatikus és telekinetikus képességekkel bírnak. Időnként behatoltak az alvó vagy megzavart emberek tudatába. Ilyenkor jellemzően az illető édesapjának hangján szólnak, ezzel is fokozva az üzenet pszichológiai hatását.
Pillanatok alatt megérzik ha valaki megpróbálja őket leolvasni : még az igen magas szinten lévő Lyta Alexander sem tudta észrevétlenül - és büntetlenül - megcsinálni ezt. A mérgezett Kosh vizsgálata után Lyta - egy időre - megzavarodott és az állomást vorlon hadihajók vették körül.
Ulkesh idejekorán megérezte Lyta próbálkozását és keményen visszavágott.
A párhuzamos gondolkodás is jól megy ennek a fajnak : Kosh az árnyakkal vívott harca során végig telepatikus kapcsolatban volt Sheridan kapitánnyal.
Telekinézissel képesek más lényeknek sérülést okozni, falhoz szorítani és fojtogatni azokat. Ulkesh nagykövet eltávolításakor a Garibaldi vezette néhány fős, felfegyverzett biztonsági csoport is kudarcot vallott.
További vorlon különlegesség, hogy képesek egy részüket leválasztani és más faj tagjaiba (akár emberekbe) is behelyezni. Többek között Sheridan is hordozója volt Kosh egy részének. Ezek a részek valamilyen telepatikus úton kapcsolatban vannak egymással, információt tudnak cserélni. Így a vorlon egy utazó, másik testben mint egyfajta telepatikus fül és szem bejárhatja a galaxist, számtalan információt gyűjtve ezzel.
Mindezt tetézi, hogy ezek a lények - ősi faj lévén - nagyon sokáig élnek; elképzelhető, hogy Lorienhez hasonlóan (majdnem) halhatatlanok.

## Ideológia
Réges-régen, amikor az elsőknek nevezett ősi fajok többsége elhagyta a galaxist, a vorlonok és az árnyak itt maradtak, hogy tanítsák, segítsék a fiatalabb fajok fejlődését. Ezt a célt azonban a két faj teljesen ellentétes módon akarta elérni : a vorlonok szerint békét és szigorú rendet kell fenntartani, az árnyak szerint a harc és a túlélés az ami az igazi fejlődést hozza. Idővel az egyensúly  a két faj között megbomlott és háborúskodáshoz vezetett.
A vorlonok tehát a rend urai. Ez a túlzott "rendszabályozás" azonban sokszor már kényszerített, rideg és nemkívánatos, elvi dolog. A bizonygatást - az árnyakhoz hasonlóan - túlzásba viszik és olyan eszközökhöz fordulnak, amik végül a vorlonok végleges távozását teszi indokolttá.
Diplomáciai szempontból fő jellemzőjük a zárkózottság. Idegen fajokkal keveset kommunikálnak. Mondataik rövidek, tömörek és időnként rejtett üzenetet hordoznak. Mentális képességeik révén viszont ők maguk szinte mindenről tudomást szerezhetnek.

## Történelem

### Történelem előtti idők
A Thirdspace című film elbeszélése alapján, egy mya idején a Vorlonok úgy döntöttek építenek egy ugrókaput, amiről azt feltételezték, hogy a lelkek termébe vezet majd. Sajnos ez az átjáró nem vezetett sem a normál, sem a hipertérbe, hanem a "harmadik űr" nevű világba nyílt. Ezt a helyet agresszív és erős telepatikus lények lakták, akik még a vorlonokra is veszélyt jelentettek. A lények minden idegen fajt ellenségnek tekintettek. Végül a vorlonoknak sikerült legyőzni és a harmadik űrbe visszazárni őket. Az átjárót a hipertér egy rejtett részére helyezték, amit később Sheridenék megtaláltak.

### 10000 évvel ezelőtt
Ez idő tájt az elsők többsége elhagyta a galaxist, lehetőséget adva az újabb fajoknak, hogy fejlődjenek és terjeszkedjenek. Két jelentős faj, a vorlonok és az árnyak itt maradtak, hogy tanítsák még a fiatalabbakat.
Bár ideológiájuk eltért, de kezdetben egyensúly volt közöttük. Idővel a vorlonok elkezdték genetikailag manipulálni a fiatal fajokat, hogy később (telepátiával) könnyedén a saját oldalukra állíthassák őket. A maradék néhány, a Sigma 957 környékén tanyázó első beavatkozása pedig a konfliktus továbbmérgesedését okozta.

### 1260 környékén
A háború a vorlonok és az árnyak között már több száz éve tartott. Ekkor elkezdték a fiatalabb fajokat is bevonni a konfliktusba, hogy döntsenek ők, melyikük ideológiája a helyesebb. A pontos időpontot sajnos nem lehet biztosan tudni, de a fiatalabb fajok történelmében a "Nagy Háború" szavakkal említett esemény a Babylon 5 jelenéhez képest 1000 évvel ezelőtt történhetett, azaz földi idő szerint Kr. u. 1260 körül.
Ekkor tehát háború folyt az árnyak és a vorlonok valamint szövetségeseik között. A vorlonok főleg minbariakkal szövetkeztek de a többi első segítségét is kénytelenek voltak igénybe venni.
A harcok olyan brutálisak voltak, hogy a fiatal fajok többsége vagy megsemmisült vagy technológiailag a kőkorszak szintjére esett vissza.
A legendák szerint a később épülő Babylon 4-et is azért vitték vissza a múltba (egy időgép segítségével), hogy támaszpontként szolgáljon az árnyak ellen.
A nagy veszteségek ellenére a két ősi faj folytatta a háborúskodást, míg az árnyak lassan visszavonultak Z'HA'DUM nevű anyabolygójukra.
A harcok befejeződtek ugyan, de nem volt egyértelmű, hogy melyikük lett a győztes faj.
Az árnyak a végső visszavonulás előtt szétszórták még hajóikat a galaxisban, a vorlonok pedig ismét elkezdték a fiatalabb fajokat genetikailag manipulálni, telepatákat létrehozni.

### 2261 és 2262 között
Mintegy ezer évvel később, eljött az utolsó háború korszaka az árnyak és a vorlonok között.
A vorlonok eleinte támogatták az árnyak ellen harcoló többi fajt. Utóbbiakat a minbariak, a narn rezsim, a liga, az ekkortájt elszakadt Babylon 5, az őrszemek és néhány Első által alkotott közös haderő képviselte.
Kosh Naranek vorlon nagykövet halála, majd pedig a Z'HA'DUM-i események következtében a vorlonok arra a döntésre jutottak, hogy ezentúl még kíméletlenebbül lépjenek fel ősi ellenségeikkel szemben. Ezután már nem foglalkoztak a fiatalabb fajokkal, megsemmisítettek minden olyan helyet és személyt aki/ami kapcsolatban állt az árnyakkal. Bolygóölő hajójukkal egész planétákat semmisítettek meg, bár magát Z'HA'DUM-ot nem támadták meg. Válaszképp az árnyak szintén elkezdték felrobbantani a vorlonok által érintett kolóniákat.
Mivel közvetlen támadás nem történt a két rivális faj között, Sheriden kapitány úgy döntött összehozza őket. A végső összecsapás a Corianna VI körül történt, ahol a vorlonok előreláthatólag támadást terveztek, az árnyakat, pedig Sheridan csalta oda egy hamis üzenettel.
Sheridanék a harc során mindkét ősi fajt támadták. Az Elsők segítségével sikerült megsemmisíteni a vorlonok bolygóölőjét. Idővel a harc kilátástalanná vált, az árny bolygóölő-felhő blokkolta a fehér csillagok működését is.
Közben egyfajta szellemi harc alakult ki Sheridanék és a két nagyhatalom képviselői között. A telepatikus és holografikus kommunikáció során sikerült bebizonyítani, hogy a fiatalabb fajok képesek megvédeni magukat és a saját útjukat járni; a vorlonok és az árnyak pedig kudarcot vallottak mint tanítók. Lorien beszéde végleg meggyőzte a két ősi ellenséget, hogy itt az idő, hogy elhagyják a galaxist és csatlakozzanak a többi elsőhöz.

### A távozás után
Miután a vorlonok és a többi első elhagyták a galaxist, nem érkezett hír sorsukról.
Az elhagyott vorlon őshazát egy olyan biztonsági rendszer védi amely megsemmisít minden közeledő hajót.
Ez a hely - Lyta Alexender emlékei alapján - még legalább egymillió évig tiltott helynek számít a fiatalabb fajok számára.
A vorlonok egyéb üzeneteket is hagytak hátra Lyta memóriájában. Többek között ő aktiválhatta az árny ősbolygó önmegsemmisítő mechanizmusát. Információkkal rendelkezett az árny irányítóegységről és a Thirdspace-ben látott dimenziókapuról.
Lyta folyamatosan növekvő telepatikus és telekinetikus képességei messze túlszárnyalták még a Pszi hadtest vezetőjének, Alfred Bester-nek a tudását is.
Személyében a vorlon örökség egyfajta telepatikus szuperfegyverként testesül meg.
További vorlon technológiákkal a minbari faj rendelkezhetett, mivel ők álltak a legszorosabb kapcsolatban ezzel az ősi fajjal. A Crusade sorozatban szereplő Excalibur hajó vorlon technikán is alapul.
Egymillió évvel a Babylon 5 eseményei után az emberi faj a vorlonokhoz hasonló testtel rendelkezik majd és elhagyja a Naprendszert. Az új Föld J. Michael Straczynski szerint maga a Vorlon őshaza.

## Fordítás
- Ez a szócikk részben vagy egészben a Vorlon című angol Wikipédia-szócikk fordításán alapul.  Az eredeti cikk szerkesztőit annak laptörténete sorolja fel. Ez a jelzés csupán a megfogalmazás eredetét és a szerzői jogokat jelzi, nem szolgál a cikkben szereplő információk forrásmegjelöléseként.